# Crossandra sulphurea
Crossandra sulphurea är en akantusväxtart som beskrevs av George Taylor. Crossandra sulphurea ingår i släktet Crossandra och familjen akantusväxter. Inga underarter finns listade i Catalogue of Life.